# Robert Förstemann
Robert Förstemann, född 5 mars 1986 i Greiz, Thüringen, är en tysk cyklist som tog OS-brons i lagsprintloppet vid de olympiska cyklingstävlingarna 2012 i London.